# BK Rosengård/Stella
BK Rosengård/Stella var en fotbollsklubb från Malmö. Klubben bildades 1978 genom en sammanslagning av Rosengårdsstadens BoiF och Stella IF. Inför säsongen 1987 slogs föreningen ihop med BK Ljungen och bildade IF Malmö Boys. 
Föreningen spelade sin sista säsong, innan sammanslagningen med BK Ljungen, i Division 6 Skåne Sydvästra A och slutade sist.